# 信和科技
信和科技有限公司，簡稱信和科技（英語：Sino Technology Limited），創辦於2000年，主要業務生物科技、資訊等。信和置業有限公司是當時最大股東之一。

## 外部連結
- 香港地产富豪争扯网络大旗